# 霍姆斯山 (葛拉漢地)
霍姆斯山（英語：Mount Holmes），是南極洲的山峰，位於葛拉漢地東部，處於海斯山西北面6公里，海拔高度1,440米，在1947年由英國探險隊繪入地圖，現時由南極條約體系管理。